# Chrósty Wysińskie
Chrósty Wysińskie – wieś w Polsce, położona w województwie pomorskim, w powiecie kościerskim, w gminie Liniewo. 
W latach 1975–1998 miejscowość administracyjnie należała do województwa gdańskiego.
Wieś na pograniczu kaszubsko-kociewskim, stanowi sołectwo gminy Liniewo,  w którego skład wchodzi również wieś Rymanowiec.